# خواهر امانوئل (فیلم)
خواهر امانوئل (ایتالیایی: Suor Emanuelle) یک فیلم بهره‌کشی و فیلم سکسنتفاعی ایتالیایی است که در سال ۱۹۷۷ منتشر شد.

## بازیگران
- لورا خمسر
- مونیکا زانکی
- گابریله تینتی
- ریک باتالیا
- پیا ولسی